# Soul Makossa
Soul Makossa è un brano musicale del sassofonista camerunese Manu Dibango del 1972.

## Composizione
Considerato una pietra miliare della disco music, Soul Makossa è un brano afrobeat con influenze jazz, soul e makossa. La composizione utilizza un tappeto percussivo ripetitivo, un canto africano che recita "Mama-ko, mama-sa, mama-mako-ssa" e il fraseggio di un sassofono.

## Pubblicazione
Soul Makossa venne pubblicato nel 1972 nell'album omonimo e nel relativo 45 giri. Quest'ultimo uscì dapprima in un numero molto limitato di copie per la francese Fiesta Records e in seguito per altre etichette.
Soul Makossa venne reinciso nel 1994 per l'album Wakafrika.

## Accoglienza
Soul Makossa segnò un punto di svolta nella carriera dell'artista e contribuì  al successo di Dibango negli Stati Uniti. Dopo essere stato "scoperto" dal disc jockey David Mancuso in un negozio di import giamaicano e da lui trasmesso durante le feste tenute al Loft di New York, Soul Makossa divenne il brano più ricercato di New York durante la primavera del 1973 e iniziò a essere trasmesso da Frankie Crocker attraverso l'emittente WBLS . Entrò per la prima volta nella classifica di Billboard il 21 luglio 1973, fermandosi alla posizione numero 35 e diventando così il primo brano di un artista africano a raggiungere la top 40 in tale graduatoria. Si piazzò anche al ventunesimo posto della classifica R&B. Il brano divenne un disco d'oro.

## Impatto culturale
Grazie alla sua ballabilità, la traccia contribuì all'esplosione della nascente disco music e fece guadagnare a Dibango la reputazione di "padrino" di quello stile.
La canzone influenzò diverse produzioni discografiche nei decenni successivi, tanto da essere stata utilizzata come campionamento in numerose canzoni incise da altri artisti come Michael Jackson in Wanna Be Startin' Somethin', Rihanna in Don't Stop the Music, ma anche Kanye West, Jennifer Lopez e Will Smith.

## Cover
Altri artisti hanno invece realizzato una cover del brano, come nel caso degli Afrika Bambaataa (2004), Yolanda Be Cool (2015) o Pino Presti (2017) con una versione intitolata To Africa / Soul Makossa.

## Tracce

### 7" Single
1. Soul Makossa – 4:30
2. Lily – 3:02

Durata totale: 7:32

## Formazione
- Manu Dibango – voce, sassofono
- Georges Arvanitas – pianoforte
- Patrice Galas – pianoforte
- Joby Jobs – percussioni
- Manfred Long – basso
- Freddy Mars – percussioni
- Manu Rodanet – chitarra elettrica
- Pierre Zogo – chitarra elettrica